# Розгніваний
Розгніваний (фр. L'homme en colere) — франко-канадська кримінальна драма 1978 року.

## Сюжет
Ромен Дюпре приїжджає в Канаду щоб впізнати вбитого сина. Але загиблий виявляється йому не знайомий. Бажаючи знайти сина, який давно пішов не тією стежкою, Ромен залишається в Канаді.

## У ролях
| Актор           | Роль               |
| --------------- | ------------------ |
| Ліно Вентура    | Ромен Дюпре        |
| Енджі Дікінсон  | Карен              |
| Лоран Мале      | Жюльєн Дюпре       |
| Голліс МакЛарен | Ненсі              |
| Дональд Плезенс | Альберт Рампелмеєр |
| Ліза Пелікан    | Енн                |
| Кріс Віггінс    | Маккензі           |
| Р.Г. Томсон     | Борк               |
| Пітер Гікс      | Лентіні            |
| Сонні Форбс     | боксер             |